# The Teenagers (groupe américain)
Pour les articles homonymes, voir Teenager.
The Teenagers, également connu sous le nom de Frankie Lymon & The Teenagers, est un groupe de musique soul et de rock 'n' roll américain qui a connu un vif succès à la fin des années 1950.
Il est initialement composé de cinq adolescents dont Frankie Lymon (30 septembre 1942 - 28 février 1968), en soprano, Sherman Garnes (8 juin 1940 - 26 février 1977), à la basse, Jimmy Merchant (né le 10 février 1940), second ténor; Joe Negroni (9 septembre 1940 - 5 septembre 1978) au baryton et Herman Santiago (né le 18 février 1941).
Le groupe a fait ses enregistrements les plus populaires avec le jeune Frankie Lymon en tant que chanteur principal.

## Historique
Vers 1953, le groupe s'appelait à l'origine The Earth Angels, un groupe fondé au collège Edward W. Stitt dans la section de Washington Heights à Manhattan par le second ténor Jimmy Marchand et le chanteur de basse Sherman Garnes. Finalement, Garnes et Marchand ont ajouté les chanteurs Herman Santiago et Joe Negroni (au baryton) à leur groupe et ce dernier est renommé par la suite The Coup de Villes.
En 1954, à 12 ans, Frankie Lymon rencontre The Coup De Villes, qui avait changé son nom premièrement par The Ermines, peu après par The Premiers. La même année, Lymon rejoint le groupe, il a aidé à Santiago et Merchant à réécrire une chanson qu'ils avaient composée, intitulée Why Do Fools Fall In Love. Le groupe a passé une audition pour signer un contrat avec Gee Records, label fondé par George Goldner, mais Santiago était trop malade pour chanter la chanson le jour de l'audition. Par conséquent, Lymon a chanté Why Do Fools Fall in Love à sa place, et le groupe a signé chez Gee en tant que The Teenagers featuring Frankie Lymon, avec Lymon qui fut désormais le chanteur principal.
Why Do Fools Fall in Love fut immédiatement le premier et le plus grand succès des Teenagers. Le groupe, connu également eu succès avec "I'm Not a Juvenile Delinquent" et "The ABCs of Love".
En 1957, le groupe a été annoncé comme Frankie Lymon & The Teenagers. Cela a provoqué des polémiques, et en septembre Lymon fut retiré du groupe par Goldner pour enregistrer des chansons en solo. Les adolescents ont continué les enregistrements, ce qui porte à nouveau un autre chanteur principal, Billy Lobrano qui fut le premier membre blanc du groupe. Ce qui a rendu plus métissé, à ce moment-là avec deux Noirs, deux Hispaniques, et un Banc. Le groupe a eu peu de succès avec Lobrano, et il a finalement quitté le groupe mi-1958. Merchant, Santiago, Garnes, et Negroni continue comme un quartet, mais n'ont pas réussi à retrouver le succès avec les nouveaux enregistrements. Ils ont essayé en tant que quintet de nouveau en 1960, d'abord avec le nouveau leader, Howard Kenny Bobo, puis avec un autre chanteur principal, Johnny Houston, mais en vain.
En 1968, Frankie Lymon, après quelques œuvres en solo, est retrouvé dans la salle de bain chez la demeure de sa grand-mère, décédé à 25 ans d'une overdose d'héroïne.
Sherman Garnes meurt d'une crise cardiaque en 1977, tandis que Joe Negroni meurt lui aussi un an plus tard, à 37 ans, d'une hémorragie cérébrale. Leurs remplaçants étaient respectivement Bobby Jay et le petit frère de Frankie Lymon, Lewis. Dans les années 1980, The Teenagers ont recours à l'aide d'une chanteuse pour imiter la voix de Lymon, Perle McKinnon rejoint cependant le groupe. À l'époque les membres étaient Jimmy Marchand, Herman Santiago, Eric Ward, et Pearl McKinnon.
Lewis Lymon a quitté pour rejoindre les Drifters de Beary Hobbs vers 2003. Il a été remplacé par Dickie Harmon. Jimmy Marchand, membre d'origine, a pris sa retraite peu de temps après, et le groupe a continué comme un quartet. En 2008, Bobby Jay et Dickie Harmon ont tous les deux quitté le groupe. Plus tard, Marchand sort de la retraite, et revient dans le groupe, en remplacement de Bobby Jay. La formation du groupe est alors Herman Santiago, Jimmy Marchand et Timothy Wilson.
En 2015, un nouveau membre Thomas Lockhart joint le groupe. Jimmy Merchant le quitte de nouveau et Bobby Jay réintègre le groupe.
Aujourd'hui, le groupe est toujours actif, son effectif a régulièrement changé mais ne réalise pas réellement de disques, et continue ses activités en tant que trio. Santiago reste le seul membre original à être resté fidèle au groupe depuis sa création.

## Postérité
Bien que leur succès fut de courte durée, Frankie Lymon & The Teenegers ont inspiré divers artistes de rock et R&B qui les ont suivis. On peut citer les artistes influencés comme Ronnie Spector, Diana Ross (qui reprendra plus tard le titre le plus connu du groupe Why Do Fools Fall In Love), The Chantels, The Temptations, Smokey Robinson, Len Barry, et les Beach Boys, entre autres,.
Les artistes les plus inspirés et dérivé de Lymon et le style des Teenagers sont les Jackson Five et son chanteur et future superstar Michael Jackson. Le fondateur de la Motown, Berry Gordy, utilisait beaucoup le style de musique similaire de Frankie Lymon & The Teenagers pour les Jackson 5, appelé le bubblegum soul. Cependant, les Teenagers sont soupçonnés d'être le modèle d'origine pour la plupart des autres groupes de la Motown que Gordy produisait.
Le groupe est inclus dans le Rock and Roll Hall of Fame, en 1993 ainsi que dans le Vocal Group Hall of Fame en 2000.

## Discographie

### Singles
Sortis sous Gee Records
- 1956 : Why Do Fools Fall In Love / Please Be Mine 1
- 1956 : I Want You To Be My Girl / I'm Not A Know It All 2
- 1956 : I Promise To Remember / Who Can Explain
- 1956 : The ABC's Of Love / Share
- 1956 : I'm Not A Juvenile Delinquent / Baby, Baby
- 1957 : Teenage Love / Paper Castles
- 1957 : 'Out In The Cold Again / Miracle In The Rain1
- 1957 : Goody Goody / "Creation Of Love 3

Notes:
- 1 Sorti en tant que  "The Teenagers featuring Frankie Lymon"
- 2 Les premiers exemplaires sortis en tant que "The Teenagers featuring Frankie Lymon" sont plus tard renommées pour "Frankie Lymon & The Teenagers"
- 3 Les deux faces du disque sont en fait des enregistrements solo de Frankie Lymon.

## Filmographie
Film
- Rock, Rock, Rock!, 1956, avec Chuck Berry, the Moonglows, and the Flamingos.

Film d'hommage
- Why Do Fools Fall in Love, 1998, avec Halle Berry, Vivica A. Fox, Lela Rochon et Larenz Tate